# Roche-Saint-Secret-Béconne
Roche-Saint-Secret-Béconne est une commune française située dans le département de la Drôme, en région Auvergne-Rhône-Alpes.
Ses habitants sont dénommés les Rochois et Rochoises.

## Géographie

### Localisation
La commune est située au sud de Dieulefit.

### Relief et géologie
Sites particuliers :
- Cime de Rozier (689 m)
- Col de Bonnardel
- Col de Gorge d'Ane
- Col de la Croix
- Col de la Roche
- Col de la Ruche
- Combe de Champ Féri
- Combe de la Fontaine de la Roche
- Combe du Four
- Combe Laya
- la Charousse (750 m)
- la Tour de Blacon (540 m)
- Montagne de Champlas (779 m)
- Montagne de Dieu-Grâce (675 m)
- Montagne de la Lance (crête nord-ouest)
- Montagne de l'Autèche (812 m)
- Montagne d'Ufernet (665 m)
- Mont Rachas (897 m)
- Noyeron (679 m)
- Pierre Lignier (587 m)
- Rocher des Aures
- Rocher de Tête Vieille (629 m)
- Serre Choseille
- Serre Enrichier

### Hydrographie
La commune est arrosée par les cours d'eau suivants :
- le Lez
- Combe de Miéjoun
- Combe Martin
- Ravin de Bramefaim
- Ravin de Clos Michel
- Ravin de Gorge d'Âne
- Ravin de la Courrière
- Ravin de la Fontaine du Loup
- Ravin de la Grand Combe
- Ravin de la Mouleine
- Ravin de la Riaille
- Ravin de Maravant
- Ravin de Saint-Roman
- Ravin des Oliviers
- Ravin des Vignes
- Ravin de Valagier
- Ruisseau des Combettes

### Climat
Pour des articles plus généraux, voir Climat d'Auvergne-Rhône-Alpes et Climat de la Drôme.
En 2010, le climat de la commune est de type climat méditerranéen altéré, selon une étude du Centre national de la recherche scientifique s'appuyant sur une série de données couvrant la période 1971-2000. En 2020, Météo-France publie une typologie des climats de la France métropolitaine dans laquelle la commune est dans une zone de transition entre le climat de montagne et le climat méditerranéen et est dans une zone de transition entre les régions climatiques « Provence, Languedoc-Roussillon » et « Alpes du sud ». 
Pour la période 1971-2000, la température annuelle moyenne est de 12,4 °C, avec une amplitude thermique annuelle de 16,8 °C. Le cumul annuel moyen de précipitations est de 904 mm, avec 7,3 jours de précipitations en janvier et 3,9 jours en juillet. Pour la période 1991-2020, la température moyenne annuelle observée sur la station météorologique de Météo-France la plus proche, « Taulignan », sur la commune de Taulignan à 5 km à vol d'oiseau, est de 14,0 °C et le cumul annuel moyen de précipitations est de 842,4 mm,. Pour l'avenir, les paramètres climatiques de la commune estimés pour 2050 selon différents scénarios d'émission de gaz à effet de serre sont consultables sur un site dédié publié par Météo-France en novembre 2022.

## Urbanisme

### Typologie
Au 1er janvier 2024, Roche-Saint-Secret-Béconne est catégorisée commune rurale à habitat dispersé, selon la nouvelle grille communale de densité à 7 niveaux définie par l'Insee en 2022.
Elle est située hors unité urbaine et hors attraction des villes,.

### Occupation des sols
L'occupation des sols de la commune, telle qu'elle ressort de la base de données européenne d’occupation biophysique des sols Corine Land Cover (CLC), est marquée par l'importance des forêts et milieux semi-naturels (71,1 % en 2018), une proportion sensiblement équivalente à celle de 1990 (71,2 %). La répartition détaillée en 2018 est la suivante : forêts (68,1 %), zones agricoles hétérogènes (22,1 %), cultures permanentes (6,8 %), milieux à végétation arbustive et/ou herbacée (3 %). L'évolution de l’occupation des sols de la commune et de ses infrastructures peut être observée sur les différentes représentations cartographiques du territoire : la carte de Cassini (XVIIIe siècle), la carte d'état-major (1820-1866) et les cartes ou photos aériennes de l'IGN pour la période actuelle (1950 à aujourd'hui).

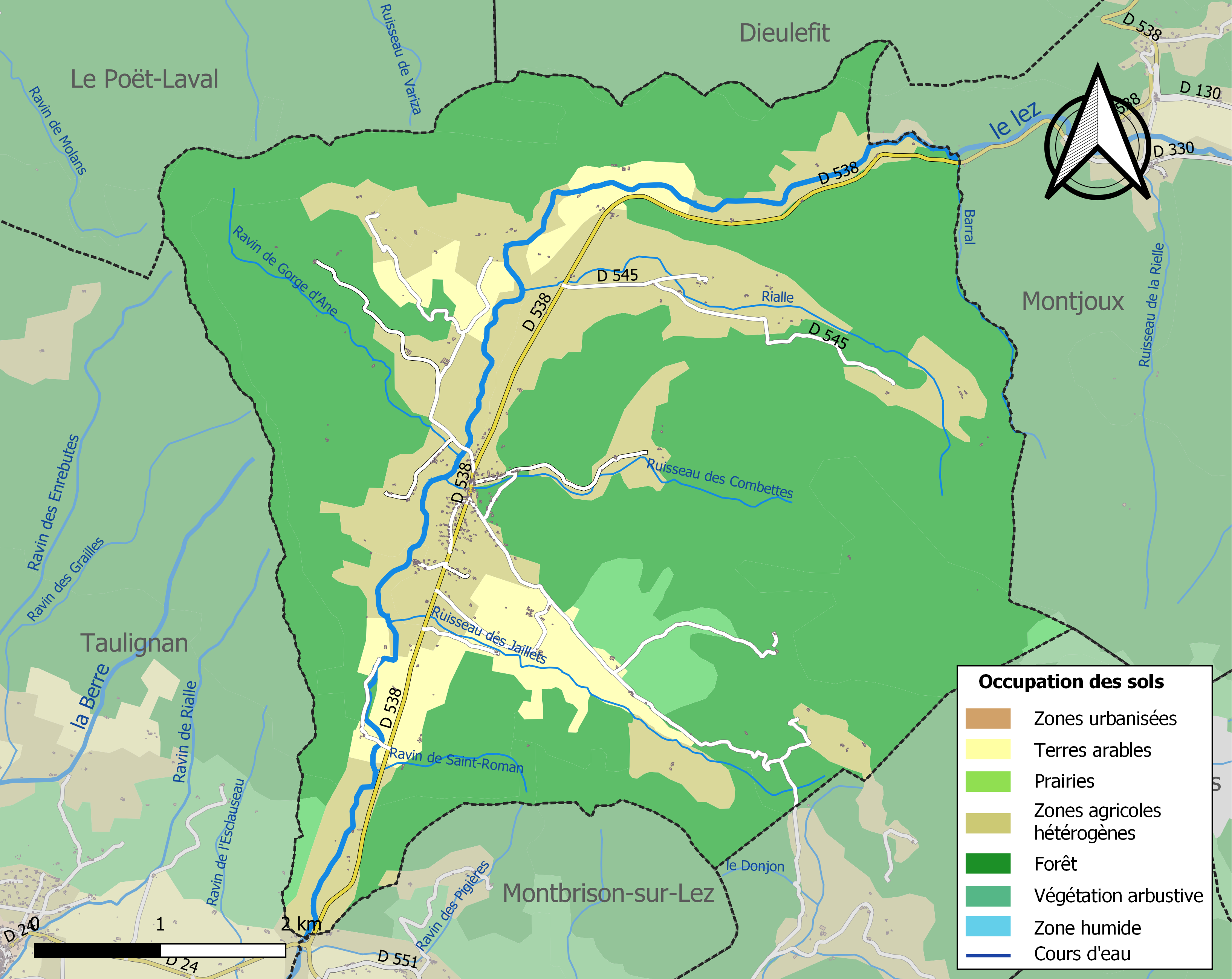
Carte des infrastructures et de l'occupation des sols de la commune en 2018 (CLC).

### Morphologie urbaine

#### Quartiers, hameaux et lieux-dits
Site Géoportail (carte IGN) :
- Argaud
- Baume la Lance
- Baume Vachon
- Blacon
- Bonnardel
- Boisse
- Bramefaim
- Champ du Moulin
- Champ Rousset
- Champs des Marres
- Chapelle de la Roche
- Château de la Roche
- Claveisias
- Coste Belle
- Drusière
- Ferme de la Lance
- Ferme Saint-Roman
- Fontaine de Bouissouge
- Fontaine de Jonchères
- Fontaine de la Roche
- Fontaine des Courrières
- Fontlargias
- Font la Tine
- Grand Champ
- Grangeasses
- Jabeline
- la Baume
- la Blache
- la Borie
- la Boure
- la Buissière
- la Cébette
- la Condamine
- la Dignerette
- l'Adret
- la Grand-Combe
- la Malaboisse
- la Montagne des Chapelets
- la Prada
- Larima
- la Vigne d'Ève
- le Brut
- le Château d'Alençon
- le Clos
- le Daraire
- le Darut
- le Douit
- le Grand Ubac
- le Plan
- le Rastelet
- le Renard
- le Rocher de l'Ours
- les Aures
- les Ayards
- les Chabrettes
- les Esparaux
- les Essards
- les Fonds
- les Garennes
- les Gleizes
- les Jaillets
- les Lionards
- les Plaines
- l'Étournelle
- l'Ubac
- Paudru
- Plan de Blacon
- Riallon
- Rieu Merlet
- Ruche
- Ruines de Béconne
- Ruines de Jean Français
- Serre Bourson
- Serre Brossier
- Serre Chaumin
- Serre des Vignes
- Serre Long
- Tête Vieille
- Tortel
- Tour d'Alençon

Anciens quartiers, hameaux et lieux-dits :
- l'Adret est un quartier attesté en 1891. Il était dénommé La Drest au XVIIIe siècle (Carte de Cassini)[13].

### Voies de communication et transports
La commune est desservie par les routes départementales D 538 et D 545.

## Toponymie

### Attestations

#### Roche-Saint-Secret
Dictionnaire topographique du département de la Drôme :
- 1252 : castrum Roche Sancti Segre (inventaire des dauphins, 252).
- 1277 : castrum Ruppis Sancti Segreti (inventaire des dauphins, 238).
- 1324 : castrum de Rupe Sancti Segreti (Duchesne, Comtes de Valentinois, 29).
- 1339 : Rochesinsecret (Gall. christ., XVI, 130).
- XIVe siècle : mention de la paroisse : capella Ruppis Sancti Secreti (pouillé de Die).
- 1355 : Ruppes Sancti Secreti (Gall. christ., XVI, 33).
- 1378 : Ruppes alias le Borc de Rocha (cartulaire de Montélimar, 72).
- 1391 : Roche Saint Segre (choix de documents, 213).
- 1421 : La Roche Saint Segret (Duchesne, Comtes de Valentinois, 48).
- 1457 : La Roche san Sécre (archives de la Drôme, E 5984).
- 1516 : mention du prieuré : prioratus Sancti Segreti (rôle de décimes).
- 1576 : mention du prieuré : le prioré de Saint Segret (rôle de décimes).
- 1793 : Roche sous Lance [appellation révolutionnaire].
- 1891 : La Roche-Saint-Secret, commune du canton de Dieulefit.

En 1972, à la suite du rattachement administratif du village de Béconne, la commune devient Roche-Saint-Secret-Béconne.

##### Alençon
Dictionnaire topographique du département de la Drôme (deux articles) :
- 1298 (Alençon 1) : Alansonum (ann. d'Aiguebelle, I, 486).
- 1324 (Alençon 2) : mention du château : dominus Alanzionis (La Mure, Histoire des comtes de Forez, éd. Chantelauze, III, preuves, n° 95 ter).
- 1332 (Alençon 2) : mention du château : castrum Alansi (Gall. christ., XVI, 130).
- 1339 (Alençon 2) : mention du château : Alanczonum (archives de la Drôme, E 456).
- XIVe siècle (Alençon 1) : mention de la paroisse : capella de Alansone (pouillé de Die).
- 1355 (Alençon 2) : mention du château : condominus de Alansone (archives municipales de Taulignan).
- 1384 (Alençon 2) : mention du château : Alanson (Long, notaire à Grignan).
- 1388 (Alençon 2) : mention du château : Alanco (choix de documents, 210).
- 1435 (Alençon 2) : mention du château : castrum de Alansonio (cartulaire de Die, 156).
- 1449 (Alençon 1) : mention de la paroisse : capella de Alensone (pouillé hist.).
- 1509 (Alençon 1) : mention de l'église Saint-Pierre : ecclesia Sancti Petri de Alansone (visites épiscopales).
- 1516 (Alençon 1) : mention du prieuré : prioratus Alançonis, Beconae et Blaconae (rôle de décimes).
- 1576 (Alençon 1) : Allanson (rôle de décimes).
- 1644 (Alençon 1) : Alançon (visites épiscopales).
- XVIIe siècle (Alençon 2) : mention du château : la Bastie d'Alanson (inventaire de la chambre des comptes).
- 1657 (Alençon 1) : Alenson (archives de la Drôme, B 84).
- 1891 (Alençon 1) : Alençon, hameau et château de la commune de la Roche-Saint-Secret.
- 1891 (Alençon 2) : Alençon, château ruiné de la commune de la Roche-Saint-Secret.

#### Béconne
Dictionnaire topographique du département de la Drôme :
- 1284 : castrum de Becona (Valbonnais, II, 118).
- 1334 : castrum de Brecona (inventaire des dauphins, 234).
- 1347 : bastida seu castrum de Becona (Valbonnais, II, 550).
- XIVe siècle : mention de l'église : capella de Becona (pouillé de Die).
- 1391 : Beiconne (choix de documents, 2150).
- 1509 : mention de l'église Notre-Dame : ecclesia Beate Marie de Becona (visites épiscopales).
- 1891 : Béconne, commune du canton de Dieulefit.

##### La Baume
Dictionnaire topographique du département de la Drôme :
- 1284 : castrum de Balma (Valbonnais, II, 118).
- 1332 : Balma de Becona (Gall. christ., XVI, 130).
- XVIe siècle : la Baume de Givodan, la Baume de Blacons et Baume la Lance (inventaire de la chambre des comptes).
- 1644 : Baulme Larensse (visites épiscopales).
- 1891 : La Baume, ferme et quartier de la commune de Béconne.

#### Roche-Saint-Secret-Béconne
- 1972[réf. nécessaire] : Roche-Saint-Secret-Béconne à la suite du rattachement du village de Béconne.

### Étymologie
Alençon
Béconne
Roche-Saint-Secret
Le village doit son nom au Rocher des Ors (ou Rocher des Aures) et à la chapelle Saint-Secret[réf. nécessaire].

## Histoire

### Roche-Saint-Secret

#### Préhistoire
Importantes découvertes de l'Âge du Bronze.

#### Du Moyen Âge à la Révolution
La seigneurie :
- Au point de vue féodal, la Roche-Saint-Secret était une terre (ou seigneurie) qui forma, pendant plusieurs siècles, deux seigneuries indivises.
- La première était une terre de la baronnie de Mévouillon.
  - 1252 : elle passe (par mariage) aux Montauban.
  - 1277 : les Montauban la remettent en fief aux Derdono.
  - La terre entre dans le domaine des dauphins.
  - 1444 : elle est donnée aux Scépeaux.
  - 1452 : vendue aux Diez.
- La deuxième était une terre des comtes de Valentinois.
  - 1334 et 1377 : remise en fief aux Faure.
  - 1381 : les comtes de Valentinois la vendent (sous faculté de rachat) à Jacques, bâtard de Poitiers.
  - 1428 : les comtes l'inféodent aux Bologne.
  - 1528 : la terre passe (par mariage) aux Faure
- Les Faures acquièrent les droits des Diez et réunissent les terres.
- Vers 1655 : la totalité passe (par mariage) aux Mantin.
- Vers 1770 : elle passe aux Boisset, derniers seigneurs.

Durant les Guerres de Religion, la Roche-Saint-Secret et Béconne sont en faveur des catholiques, tandis qu'Alançon est en faveur des protestants (ce qui lui vaut d'être détruit)[réf. nécessaire].
Avant 1790, La Roche-Saint-Secret était une communauté de l'élection, subdélégation et sénéchaussée de Montélimar, comprenant seulement une partie de la commune actuelle de ce nom.

Elle formait une paroisse du diocèse de Die, dont l'église, dédiée à saint Secret, dépendait premièrement du prieuré d'Alençon et fut convertie, à partir du XIVe siècle, en un prieuré distinct dont le titulaire avait la collation de la cure et les dîmes de la paroisse.

##### Alençon
La seigneurie :
- Au point de  vue féodal, la terre (ou seigneurie) était un fief des comtes de Valentinois.
- 1446 : possession des Bologne.
- Fin XVIIe siècle : elle passe (par mariage) aux Berger.
- Peu après : elle passe aux Armand, derniers seigneurs d'Alençon.

Antérieurement à la fin du XVe siècle, Alençon était le chef-lieu d'une paroisse du diocèse de Die, dont l'église, dédiée à saint Pierre, fut alors convertie en un prieuré séculier dont le titulaire a été, jusqu'en 1790, décimateur dans les paroisses de Béconne et de la Roche-Saint-Secret.

#### De la Révolution à nos jours
En 1790, la communauté de la Roche-Saint-Secret est unie à celles d'Alençon, de Blacons et de la Buisse pour former une municipalité du canton de Taulignan. La réorganisation de l'an VIII (1799-1800) en fait une commune du canton de Dieulefit.

### Béconne

#### Du Moyen Âge à la Révolution
La seigneurie :
- Au point de vue féodal, son territoire formait deux terres ou seigneuries : Béconne et Baume-la-Lance.
- La terre de Béconne était un fief de la baronnie de Montauban.
  - Premièrement possédée par les comtes de Valentinois.
  - Elle est inféodée partie aux Vesc (qui en sont propriétaires dès 1268) , partie aux Pencherin.
  - Les Vesc acquièrent l'autre partie.
  - 1444 : la terre est vendue aux Alleman.
  - 1478 : recouvrée par les Vesc, derniers seigneurs.
- La terre de la Baume était un fief de la baronnie de Montauban.
  - XIIIe siècle : possession des Vesc.
  - 1445 : une moitié est vendue aux Alleman de Champ.
    - 1478 : cette moitié est recouvrée par les Vesc.
    - 1500 : elle passe aux Bologne.
    - Passe (par mariage) aux Faure.
    - Passe (par mariage) aux Panisse.
    - 1652 : vendue aux Berger.
    - 1680 : vendue aux Vesc qui réunifient le fief.

  - Les Vesc sont les derniers seigneurs.

1771 (démographie) : 25 chefs de famille dans la communauté de Béconne.
Avant 1790, Béconne était une communauté de l'élection de Montélimar, subdélégation de Saint-Paul-Trois-Châteaux et du bailliage de Buis-les-Baronnies.

Elle formait une paroisse du diocèse de Die. Son église, dédiée à Notre-Dame, dépendait du prieuré d'Alençon (voir ce nom).

#### De la Révolution à nos jours
En 1888, Dieulefit et Valréas ne possédaient pas l'électricité. Pour faciliter l'artisanat et l'industrie locales (poterie et cartonnerie), ces deux villes décidèrent l'implantation d'une usine électrique. Ce fut le Lez, rivière coulant à 5 kilomètres de Dieulefit, qui fut choisi pour fournir la force hydraulique. En avril de cette année, la société Lombard-Gerin et Cie, de Lyon, fut chargée de l'éclairage des deux villes. Pour ce faire, elle acheta un ancien moulin à Béconne afin d'y implanter une usine. Par contrat, il était prévu 115 lampes d'éclairage à Dieulefit et 230 à Valréas. Ce qui fut fait le 25 décembre 1888.

L'usine de Béconne avait utilisé l'infrastructure du moulin dont le canal de dérivation qui drainait l'eau dans un réservoir de 13 000 m3, créant ainsi une chute d'une hauteur de 25 mètres. Ce qui permit d'actionner deux turbines d'une puissance de 45 kW qui tournaient à 180 tr/min. Elles étaient reliées à une ligne électrique, l'une pour Dieulefit, l'autre pour Valréas.

## Politique et administration

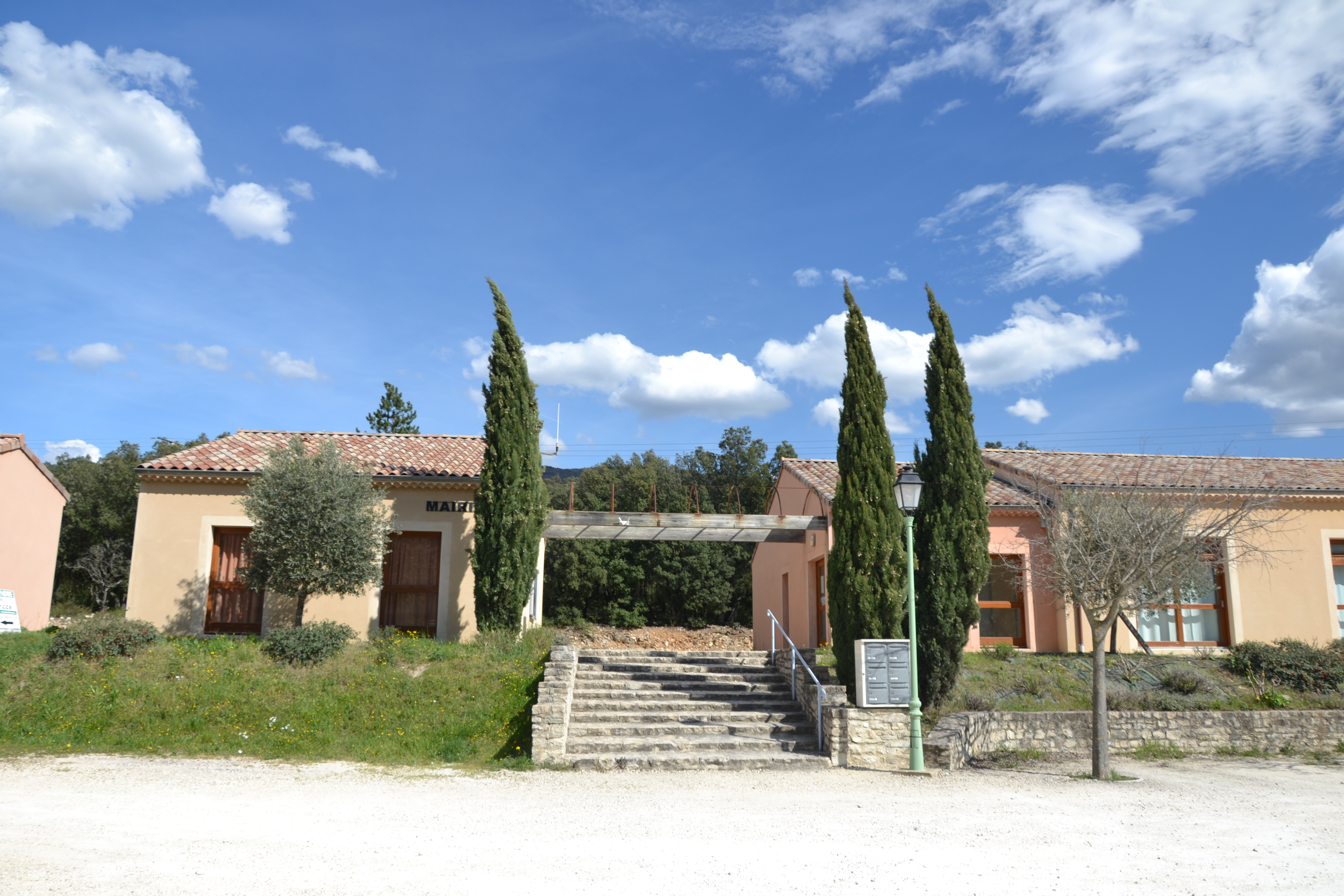
Mairie de La Roche-Saint-Secret-Béconne (à gauche) et la salle des fêtes communale (à droite).

### Liste des maires
| Période                                                                                               | Période                       | Identité                          | Étiquette        | Qualité       |
| --- | ----------------------------- | --------------------------------- | ---------------- | ------------- |
| Les données manquantes sont à compléter. : Roche-Saint-Secret (de la Révolution au Second Empire)     |                               |                                   |                  |               |
| 1790                                                                                                  | 1871                          | ?                                 |                  |               |
| Les données manquantes sont à compléter. : Béconne (de la Révolution au Second Empire)                |                               |                                   |                  |               |
| 1790                                                                                                  | 1871                          | ?                                 |                  |               |
| Les données manquantes sont à compléter. : Roche-Saint-Secret (depuis la fin du Second Empire à 1972) |                               |                                   |                  |               |
| 1871                                                                                                  | 1874                          | ?                                 |                  |               |
| 1874                                                                                                  | 1878                          | ?                                 |                  |               |
| 1878                                                                                                  | 1884                          | ?                                 |                  |               |
| 1884                                                                                                  | 1888                          | ?                                 |                  |               |
| 1888                                                                                                  | 1892                          | ?                                 |                  |               |
| 1892                                                                                                  | 1896                          | ?                                 |                  |               |
| 1896                                                                                                  | 1900                          | ?                                 |                  |               |
| 1900                                                                                                  | 1904                          | ?                                 |                  |               |
| 1904                                                                                                  | 1908                          | ?                                 |                  |               |
| 1908                                                                                                  | 1912                          | ?                                 |                  |               |
| 1912                                                                                                  | 1919                          | ?                                 |                  |               |
| 1919                                                                                                  | 1925                          | ?                                 |                  |               |
| 1925                                                                                                  | 1929                          | ?                                 |                  |               |
| 1929                                                                                                  | 1935                          | ?                                 |                  |               |
| 1935                                                                                                  | 1945                          | ?                                 |                  |               |
| 1945                                                                                                  | 1947                          | ?                                 |                  |               |
| 1947                                                                                                  | 1953                          | ?                                 |                  |               |
| 1953                                                                                                  | 1959                          | ?                                 |                  |               |
| 1959                                                                                                  | 1965                          | ?                                 |                  |               |
| 1965                                                                                                  | 1971                          | ?                                 |                  |               |
| 1971                                                                                                  | 1972                          | ?                                 |                  |               |
| Les données manquantes sont à compléter. : Béconne (depuis la fin du Second Empire à 1972)            |                               |                                   |                  |               |
| 1871                                                                                                  | 1874                          | ?                                 |                  |               |
| 1874                                                                                                  | 1878                          | ?                                 |                  |               |
| 1878                                                                                                  | 1884                          | ?                                 |                  |               |
| 1884                                                                                                  | 1888                          | ?                                 |                  |               |
| 1888                                                                                                  | 1892                          | ?                                 |                  |               |
| 1892                                                                                                  | 1896                          | ?                                 |                  |               |
| 1896                                                                                                  | 1900                          | ?                                 |                  |               |
| 1900                                                                                                  | 1904                          | ?                                 |                  |               |
| 1904                                                                                                  | 1908                          | ?                                 |                  |               |
| 1908                                                                                                  | 1912                          | ?                                 |                  |               |
| 1912                                                                                                  | 1919                          | ?                                 |                  |               |
| 1919                                                                                                  | 1925                          | ?                                 |                  |               |
| 1925                                                                                                  | 1929                          | ?                                 |                  |               |
| 1929                                                                                                  | 1935                          | ?                                 |                  |               |
| 1935                                                                                                  | 1945                          | ?                                 |                  |               |
| 1945                                                                                                  | 1947                          | ?                                 |                  |               |
| 1947                                                                                                  | 1953                          | ?                                 |                  |               |
| 1953                                                                                                  | 1959                          | ?                                 |                  |               |
| 1959                                                                                                  | 1965                          | ?                                 |                  |               |
| 1965                                                                                                  | 1971                          | ?                                 |                  |               |
| 1971                                                                                                  | 1972                          | ?                                 |                  |               |
| Les données manquantes sont à compléter. : Roche-Saint-Secret-Béconne (depuis 1972)                   |                               |                                   |                  |               |
| 1972                                                                                                  | 1977                          | ?                                 |                  |               |
| 1977                                                                                                  | 1983                          | ?                                 |                  |               |
| 1983                                                                                                  | 1989                          | ?                                 |                  |               |
| 1989                                                                                                  | 1995                          | ?                                 |                  |               |
| 1995                                                                                                  | 2001                          | ?                                 |                  |               |
| 2001                                                                                                  | 2008                          | Michel Durand                     |                  |               |
| 2008                                                                                                  | 2014                          | Daniel Brun                       | (sans étiquette) | agriculteur   |
| 2014                                                                                                  | 2020                          | Daniel Brun                       |                  | maire sortant |
| 2020                                                                                                  | En cours (au 27 février 2022) | Marc Liotard[source insuffisante] |                  |               |

### Politique environnementale
La commune dispose d'une station d'épuration.

## Population et société

### Démographie
L'évolution du nombre d'habitants est connue à travers les recensements de la population effectués dans la commune depuis 1793. Pour les communes de moins de 10 000 habitants, une enquête de recensement portant sur toute la population est réalisée tous les cinq ans, les populations de référence des années intermédiaires étant quant à elles estimées par interpolation ou extrapolation. Pour la commune, le premier recensement exhaustif entrant dans le cadre du nouveau dispositif a été réalisé en 2008.

En 2022, la commune comptait 477 habitants, en évolution de +6,95 % par rapport à 2016 (Drôme : +2,64 %, France hors Mayotte : +2,11 %).
| 1793 | 1800 | 1806 | 1821 | 1831 | 1836 | 1841 | 1846 | 1851 |
| ---- | ---- | ---- | ---- | ---- | ---- | ---- | ---- | ---- |
| 456  | 403  | 385  | 475  | 593  | 555  | 586  | 573  | 558  |

| 1856 | 1861 | 1866 | 1872 | 1876 | 1881 | 1886 | 1891 | 1896 |
| ---- | ---- | ---- | ---- | ---- | ---- | ---- | ---- | ---- |
| 522  | 547  | 546  | 553  | 569  | 503  | 463  | 503  | 441  |

| 1901 | 1906 | 1911 | 1921 | 1926 | 1931 | 1936 | 1946 | 1954 |
| ---- | ---- | ---- | ---- | ---- | ---- | ---- | ---- | ---- |
| 402  | 420  | 425  | 409  | 386  | 325  | 280  | 288  | 244  |

| 1962 | 1968 | 1975 | 1982 | 1990 | 1999 | 2006 | 2008 | 2013 |
| ---- | ---- | ---- | ---- | ---- | ---- | ---- | ---- | ---- |
| 197  | 190  | 213  | 275  | 313  | 371  | 361  | 358  | 422  |

| 2018 | 2022 | - | - | - | - | - | - | - |
| ---- | ---- | - | - | - | - | - | - | - |
| 458  | 477  | - | - | - | - | - | - | - |

### Enseignement
La commune relève de l'académie de Grenoble.

### Manifestations culturelles et festivités
- Fête communale : le lundi de Pâques[18].
- Fête patronale : le dimanche après le 11 novembre[18].

### Loisirs
- Randonnées : GR 9, GR 429, GR Tour du Pays de Dieulefit[1].

### Médias
Le territoire de la commune se situe dans l'aire de diffusion de plusieurs médias :

#### Presse écrite
- Le Dauphiné libéré, quotidien régional qui consacre, chaque jour, y compris le dimanche, dans son édition de « Romans et Drôme des collines » un ou plusieurs articles à l'actualité du canton et de la commune, ainsi que des informations sur les éventuelles manifestations locales, les travaux routiers, et autres événements divers à caractère local.
- L'Agriculture Drômoise, journal d'informations agricoles et rurales qui couvre l'ensemble du département de la Drôme.
- Drôme Hebdo (ancien Peuple Libre), hebdomadaire chrétien d'informations.

#### Presse audio-visuelle
- Ici Drôme Ardèche est une radio publique diffusée sur son territoire et celui du département de la Drôme.

## Économie

### Agriculture
En 1992 : pâturages (ovins), vignes (vins AOC Coteaux du Tricatin et caves coopératives), lavande (distillerie), oliviers.
L'agriculture a recentré ses activités sur la production d'essence de lavandin et de vins locaux, même s'il subsiste encore des vergers d'abricotiers[réf. nécessaire].

### Industrie
- Deux petites centrales hydroélectriques implantées sur le Lez[réf. nécessaire].

## Culture locale et patrimoine

### Lieux et monuments
Roche-Saint-Secret
- Chapelle Saint-Secret du XIIe siècle : elle est située au fond du vallon où était l'ancien village de la Roche, près du château de la Roche[réf. nécessaire].
- Château de la Roche : maison forte à quatre tours d'angle des XVIe et XVIIe siècles[réf. nécessaire].
- Donjon de Blacons (XIVe siècle)[18] : tour quadrangulaire perchée[réf. nécessaire].
- Ancienne église paroissiale (transformée en garage)[18].
- Église Saint-Secret de Roche-Saint-Secret-Béconne, composite : peinture ancienne de la Madeleine[18].

Béconne
- Béconne : village fortifié médiéval déserté au XIXe siècle[réf. nécessaire].
- Béconne : château (XIIe et XIIIe siècles) et chapelle votive du château[18].
- Alençon : vestiges de l'ancien village[réf. nécessaire].
- Donjon d'Alençon : fenêtres romanes géminées[18], tour médiévale quadrangulaire du XIIe siècle[réf. nécessaire].
- La Bastie d'Alençon : maison forte (fin XVe siècle-début XVIe siècle), avec une grande enceinte et des tours d'angle. À l'origine grosse ferme fortifiée, la Bastie d'Alençon fut transformée en demeure seigneuriale par les Bologne[25]. Elle passa aux Berger, héritiers des Bologne puis aux Armand[réf. nécessaire].

Lorsque le conseil général de la Drôme a créé le label Drôme provençale, il a choisi  le château d'Alençon au milieu des lavandes comme symbole photographique[réf. nécessaire].

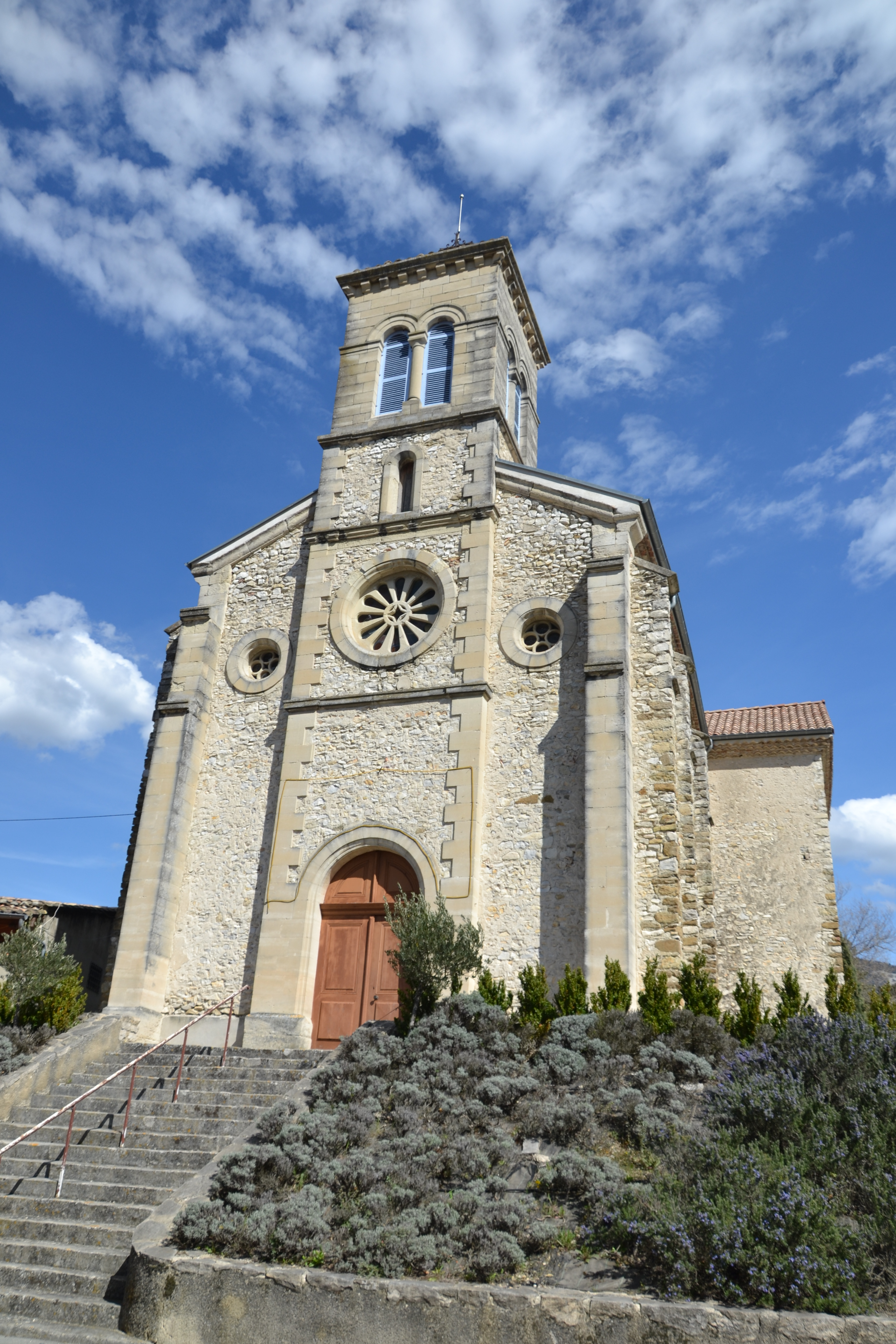
Église Saint-Étienne de Roche-Saint-Secret-Béconne.
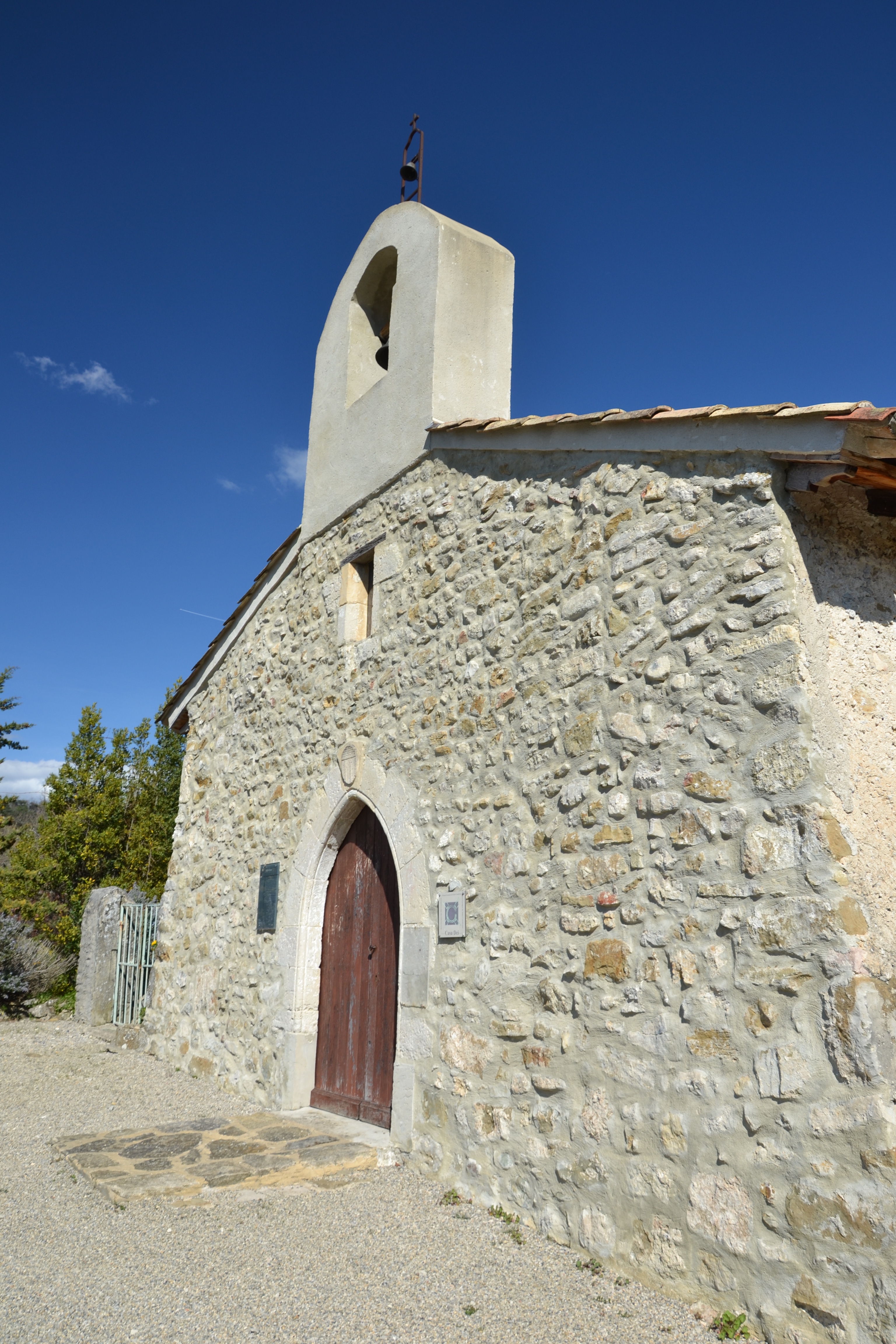
Chapelle Notre-Dame à Roche-Saint-Secret-Béconne.
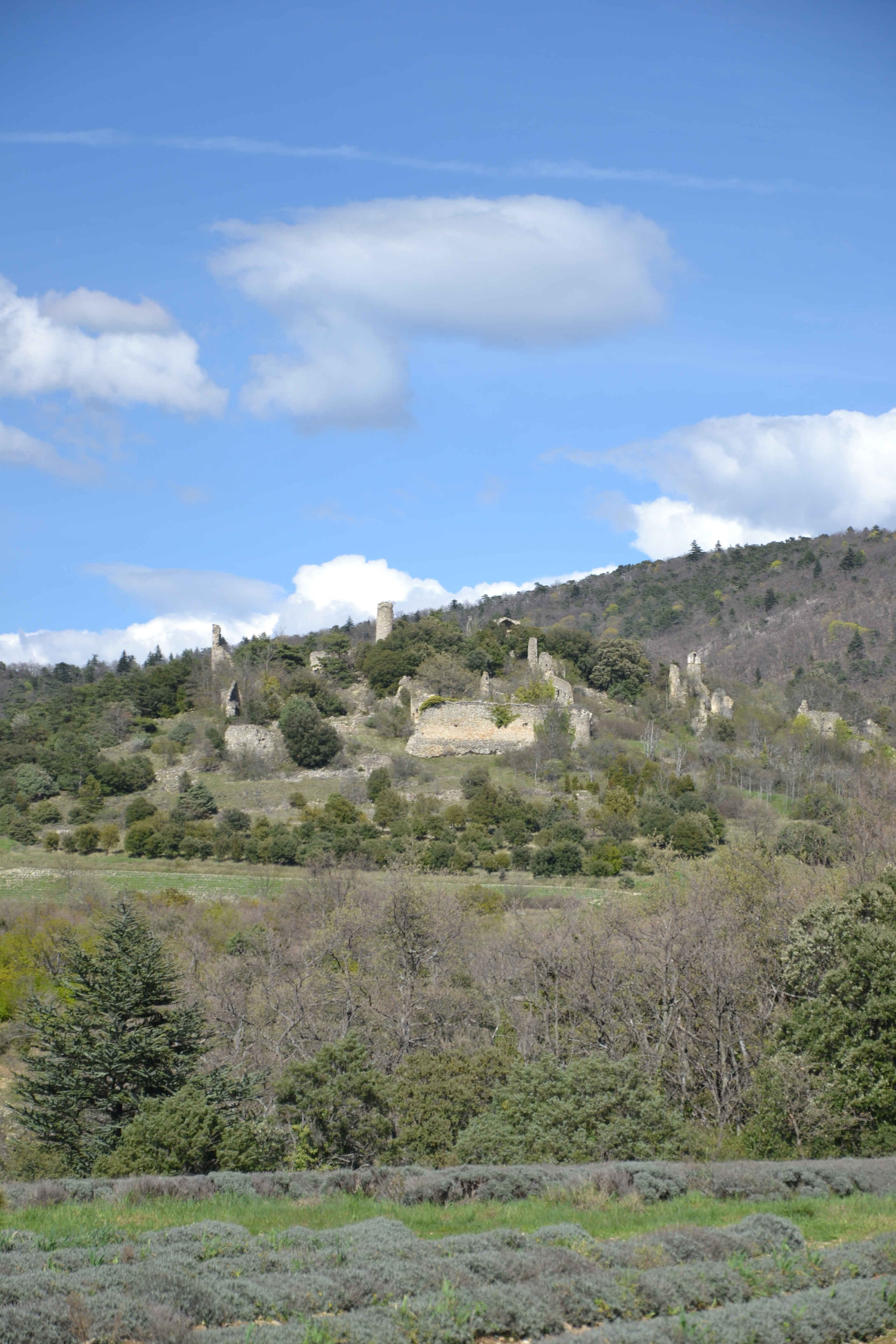
Village de Béconne en ruine.
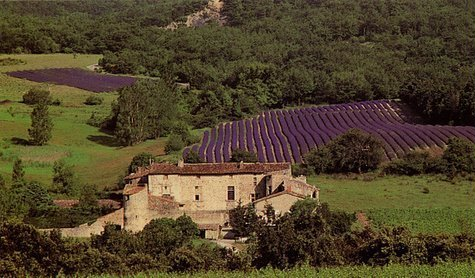
Ferme fortifiée ou château d'Alançon.

### Patrimoine naturel
- Le Rocher des Ors[18].
- Grotte[18].

### Héraldique, logotype et devise
|  | Roche-Saint-Secret-Béconne possède des armoiries dont l'origine et le blasonnement exact ne sont pas disponibles. |